# Kim Young-Hwan
Kim Young-Hwan es un deportista surcoreano que compite en taekwondo. Ganó una medalla de plata en el Campeonato Asiático de Taekwondo de 2021 en la categoría de –58 kg.

## Palmarés internacional
| Campeonato Asiático | Campeonato Asiático | Campeonato Asiático | Campeonato Asiático |
| Año                 | Lugar               | Medalla             | Categoría           |
| ------------------- | ------------------- | ------------------- | ------------------- |
| 2021                | Beirut (Líbano)     | Medalla de plata    | –58 kg              |